# Zischkaita
Zischkaita là một chi bọ cánh cứng trong họ Chrysomelidae.
Chi này được miêu tả khoa học năm 1956 bởi Bechyne.

## Các loài
Các loài trong chi này gồm:
- Zischkaita boliviensis Bechyne, 1956
- Zischkaita caapura Moura, 2005
- Zischkaita jeronymia Bechyne, 1958
- Zischkaita pilifera (Weise, 1921)
- Zischkaita pubipennis Bechyne, 1958
- Zischkaita serrana Moura, 2003